# بوشكاش (فلم)
بوشكاش، فيلم كوميدي مصري، إنتاج عام 2008، من بطولة محمد سعد وزينة

## قصة الفيلم
تدور أحداث الفيلم حول بوشكاش محفوظ (محمد سعد) وهو سمسار لاعبين الذي قرر خوض هذه المهنة بعد فشله كحارس مرمي في أندية كثيرة، والذي يؤمن بأن سر حظه الجميل هي سلسلة تؤهله للنجاح في حياته حتى يفقد هذه السلسلة بالصدفة ويعمل لصالح رشدي هلال (عزت أبو عوف) رجل الأعمال الفاسد ومساعده أو مدير أعماله (أحمد راتب) وتتوالي الأحداث حتى يتعرف على المذيعة المشهورة هانيا والتي تقوم بدورها (زينة) حيث يبحثان سويا عن حقيقة هذا الرجل الفاسد.

## الممثلون
- محمد سعد
- زينة
- عزت أبو عوف
- أحمد راتب
- يوسف فوزي
- صفاء الطوخي
- إدوارد
- سعيد طرابيك
- شمس
- علاء زينهم
- أحمد التهامي
- منى ممدوح
- مجدي إدريس
- حمدي السخاوي

## روابط خارجية
- مقالات تستعمل روابط فنية بلا صلة مع ويكي بيانات